# ГЕС Yóufánggōu
ГЕС Yóufánggōu (油房沟水电站) — гідроелектростанція на півдні Китаю у провінції Юньнань. Знаходячись між ГЕС Shàngxiǎohé та ГЕС Xiǎohé I, входить до складу каскаду на річці Hengjiang, правої притоки Дзинша (верхня течія Янцзи).
У межах проєкту річку перекрили бетонною гравітаційною греблею висотою 28 метрів, довжиною 82 метри та товщиною по гребеню 5 метрів, яка утримує невелике водосховище з об'ємом 837 тис. м3 (корисний об'єм 594 тис. м3) із припустимим коливанням рівня поверхні в операційному режимі між позначками 918 та 926 метрів НРМ.
Зі сховища під правобережним масивом прокладено дериваційний тунель довжиною 11 км із діаметром 5,4 м, який переходить у напірний водовід довжиною 0,4 км із діаметром 3,4 м. У системі також працює вирівнювальний резервуар із верхнім відкритим басейном та з'єднувальною шахтою висотою 65 метрів та діаметром 6,6 метра.
Основне обладнання станції становлять дві турбіни типу потужністю по 34 МВт, які забезпечують виробництво 304 млн кВт·год електроенергії на рік.